# Mina narzutowa
Mina narzutowa (SCATMIN, SM) – mina ustawiana bez uwzględnienia klasycznego schematu – ze statku powietrznego, za pomocą artylerii lufowej i rakietowej, ustawiaczy mechanicznych lub ręcznie. Po ustawieniu jest zazwyczaj aktywna przez określony czas, po minięciu którego staje się niegroźna. 
Proces zamierzonej samoneutralizacji min może przebiegać na zasadzie:
- samozniszczenia – automatyczna detonacja miny po upływie określonego czasu,
- samodezaktywacji – automatyczne uniemożliwienie zadziałania mechanizmu odpalania miny i uczynienie jej bezpieczną w obsłudze poprzez usunięcie elementu istotnego dla zadziałania miny. Proces ten może być odwracalny w przypadku dodania usuniętego elementu, np. baterii,
- samoneutralizacji – uniemożliwienie zadziałania mechanizmu odpalania miny za pomocą mechanizmu automatycznego umieszczonego w minie co nie oznacza, że jest ona bezpieczna w obsłudze. Proces ten może być odwracalny,
- samozabezpieczenia – działanie urządzenia umieszczonego w minie zapobiegające zadziałaniu mechanizmu odpalania umożliwiające bezpieczną obsługę. Samozabezpieczenie może nastąpić po upływie określonego wcześniej czasu.